# جنگل راش اوهولکا-شایروکی لو
جنگل راش اوهولکا-شایروکی لو (به لاتین: Uholka-Shyrokyi Luh primeval beech forest) یک منطقهٔ مسکونی در اوکراین است که در استان زاکارپاتیا واقع شده‌است.